# Stary Dzierzgoń
Stary Dzierzgoń (deutsch: Alt Christburg) ist ein Dorf und Sitz der gleichnamigen Landgemeinde im Powiat Sztumski der polnischen Woiwodschaft Pommern. 

## Geographische Lage
Das Dorf liegt im ehemaligen Ostpreußen, etwa zwanzig Kilometer westsüdwestlich von Mohrungen (Morąg), dreißig  Kilometer südöstlich von Stuhm (Sztum) und elf Kilometer südsüdöstlich von Christburg (Dzierzgoń).

## Geschichte

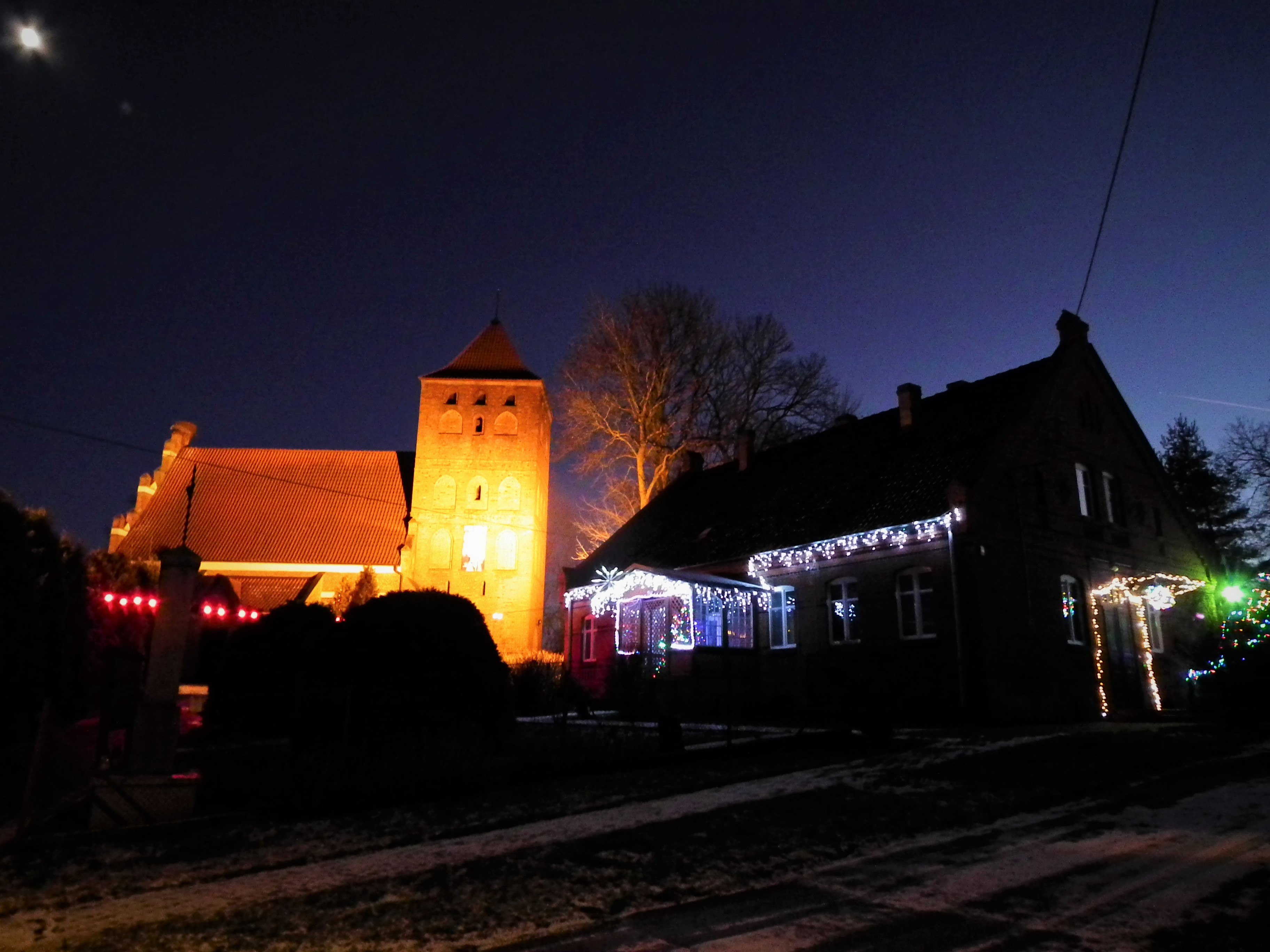
Gebäude im Dorf (Januar 2020)

Im Jahr 1945 gehörte die Landgemeinde Alt Christburg zum Kreis Mohrungen im Regierungsbezirk Königsberg der Provinz Ostpreußen des Deutschen Reichs. Alt Christburg war Sitz des  Amtsbezirks Alt Christburg.
Im Januar 1945 wurde Alt Christburg von der Roten Armee besetzt. Nach Beendigung der Kampfhandlungen wurde die Region seitens der sowjetischen Besatzungsmacht zusammen mit der südlichen Hälfte Ostpreußens und ganz Hinterpommern – militärische Sperrgebiete ausgenommen – der Volksrepublik Polen zur Verwaltung überlassen. Es wanderten nun Polen zu. Alt Christburg wurde unter der polnischen Ortsbezeichnung „Stary Dzierzgoń“ verwaltet. Die einheimische Bevölkerung wurde von der polnischen Administration mit wenigen Ausnahmen aus Alt Christburg vertrieben.

## Verkehr
Der Bahnhof Alt Christburg lag an der Strecke Miswalde–Riesenburg.

## Landgemeinde Stary Dzierzgoń
Die Landgemeinde Stary Dzierzgoń umfasst eine Fläche von 185,8 km² und hat 3895 Einwohner (Stand 31. Dezember 2020).